# Patrick Le Tuault
 (novembre 2019).
Patrick Le Tuault est un peintre, musicien et antiquaire français, né le 27 novembre 1948 à Paris dans le 6e arrondissement.

## Biographie
Diplômé des Arts Appliqués, il entre aux Beaux-Arts de Paris puis travaille dans la publicité, la décoration et la bande dessinée mais c'est d'abord à la musique qu'il consacre son temps.
Après une carrière en tant que musicien professionnel ou il joue de la guitare et chante dans les bals avec des groupes comme Cheval, il devient au début des années 1980 antiquaire et peintre revenant à sa passion première, la peinture figurative.
Son œuvre a donné lieu à de nombreuses expositions en France,, et à travers le monde et à un livre rétrospectif, Éloge de la nuances.
Il réside à Burie en Charente-Maritime.